# Мимоза-Пођо Верде-Нуова Комунита (Кампобасо)
Мимоза-Пођо Верде-Нуова Комунита (итал. Mimosa-Poggio Verde-Nuova Comunità) је насеље у Италији у округу Кампобасо, региону Молизе.
Према процени из 2011. у насељу је живело 1268 становника. Насеље се налази на надморској висини од 718 м.